# Abacaxis
L'Abacaxis è un fiume del Brasile che si trova nello Stato dell'Amazonas.
È un affluente di destra del Rio delle Amazzoni.